# رننر کورنر (داکوتای جنوبی)
رننر کورنر (به انگلیسی: Renner Corner) یک منطقهٔ مسکونی در ایالات متحده آمریکا است که در شهرستان مینه‌هاها، داکوتای جنوبی واقع شده‌است. رننر کورنر ۳۰۵ نفر جمعیت دارد و ۴۴۱٫۹۷ متر بالاتر از سطح دریا واقع شده‌است.